# Нишанджы Исмаил-паша
Нишанджы́ Исмаи́л-паша́ (тур. Nişancı İsmail Paşa; 1620/1621 — 1690) — османский государственный деятель, великий визирь с 23 февраля по 2 мая 1688 года.

## Биография
Нишанджы Исмаил-паша родился в Айяше, одном из районов Анкары. О большей части его жизни ничего неизвестно, известно, что он воспитывался в Эндеруне. В 1668 году был назначен бейлербеем Румелии, должность которого занимал в течение нескольких лет. В марте 1678 года был назначен на должность нишанджи, чиновника, руководящего канцелярией и хранителя печати. Исмаил-паша занимал должность нишанджи в течение девяти лет, затем он был назначен на должность визиря. 
23 февраля 1688 года в результате мятежа янычар и горожан был убит великий визирь Кёпрюлю Абаза Сиявуш-паша и Нишанджы Исмаил-паша был назначен на должность великого визиря. Став великим визирем, он сумел усмирить мятеж в Стамбуле, а также подавил мятежи в Румелии и Анатолии. 
2 мая 1688 года он был уволен с должности великого визиря и заключён под стражу и его сослали в Кавалу. В июле 1688 года его отправили в ссылку на Родос, где Нишанджы Исмаил-паша проживал до весны 1690 года, когда великий визирь Мустафа-паша Кёпрюлю обвинил его в присвоении имущества убитого ранее Сиявуш-паши. Нишанджы Исмаил-паша был казнён по приказу великого визиря, а его голова была отправлена в Стамбул.